# ولاد الشمس (مسلسل)
ولاد الشمس هو مسلسل دراما مصري عُرض لأول مرة في رمضان 1446 هـ 2025، ويسلط المسلسل الضوء على عالم دور الأيتام وما يتسبب به، من خلال شخصية ولعة ومفتاح، اللذان نشآ في دار أيتام ومازالوا يعيشان داخل الدار حتى بعد بلوغهم السن القانوني للخروج منها، المسلسل من بطولة أحمد مالك وطه دسوقي، محمود حميدة، ومن إخراج شادي عبد السلام

## قصة المسلسل
يسلط مسلسل "ولاد الشمس" الضوء على واقع مؤلم يعكس معاناة الأطفال داخل دور الأيتام، وكيف يلجأ أصحاب النفوس الضعيفة لاستغلال هؤلاء الأطفال في أعمال غير مشروعة، تدور الأحداث حول شباب نشؤوا في دار رعاية حيث يعيش هؤلاء الشباب في دار يتولاها مدير صارم واستغلالي "بابا ماجد"، حيث يتعرضون لمختلف أنواع العذاب والاستغلال.
من خلال شخصيات "ولعة" و"مفتاح" و"ألمظ" و"قطايف"، يكشف المسلسل عن الحياة القاسية التي يعيشها هؤلاء الشباب، ونضالهم المستمر للهروب من هذا السجن وكسر قيود الاستغلال والقهر المفروضة عليهم.
حيث أن "ولعة" و"مفتاح" يقرران رفض تلك الحياة والتمرد عليها، وخاصة عقب إجبارهما على السرقة والنصب من قبل مدير الدار "ماجد"، الذي يعلن عليهما الحرب بعد ذلك، ويحاولان التخلص منه وحماية بقية الأيتام من شروره.

## الممثلون
- أحمد مالك في دور «ولعة» [1]
- طه دسوقي في دور «مفتاح»
- محمود حميدة في دور «ماجد العيسوي»
- فرح يوسف في دور «سحر»
- جلا هشام في دور «سعاد»
- مريم الجندي في دور «تهاني»
- معتز هشام في دور «قطايف»
- مصطفى الرومي في دور «رؤوف»
- علاء مرسي في دور «شعيب»
- ضياء عبد الخالق في دور «ياسين الحداد»
- إسماعيل فرغلي في دور «جمال الديب»
- دنيا ماهر في دور «أمينة»
- عيد أبو الحمد في دور «فاروق»
- محمد محمود في دور «محمود أبو زيد»
- إيناس الفلال في دور «هويدا»

## روابط خارجية
- ولاد الشمس على موقع IMDb (الإنجليزية)
- ولاد الشمس على موقع قاعدة بيانات الأفلام العربية
- ولاد الشمس على موقع قاعدة بيانات الفيلم (الإنجليزية)